# ميزيريو (آن)
ميزيريو (بالفرنسية: Misérieux)‏ هي بلدية فرنسية تقع في إقليم الآن في فرنسا. رمز إنسي لها هو:1250. أما الرمز البريدي لها فهو: 1600.